# Messier 79
A Messier 79 (más néven M79, vagy NGC 1904) egy gömbhalmaz a Lepus (Nyúl) csillagképben.

## Felfedezése
Az M79 gömbhalmazt Pierre Méchain fedezte fel 1780. október 26-án. Charles Messier francia csillagász 1780. december 17-én figyelte meg, majd katalogizálta. William Herschel volt az első, akinek sikerült a halmazt csillagokra bontani.

## Tudományos adatok
Az M79 enyhén elliptikus alakú, és mindössze hét változócsillagát ismerjük.  200 km/s sebességgel távolodik tőlünk.